# Neue universal
Die Campuszeitung neue universal (nu) war eine Studentenzeitung, die zwei- bis dreimal pro Semester an der Universität Trier erschien. Die Auflage betrug 5000 Stück in einem Umfang von 12 bis 20 Seiten im Tabloid-Format. Die neue universal war die einzige unabhängige Studentenzeitung in Trier. Sie wurde kostenlos an der Universität und Fachhochschule verteilt und lag an zentralen Treffpunkten wie Kneipen und Kultureinrichtungen aus.

## Geschichte und Struktur
Gegründet wurde die Zeitung im Jahre 1978 unter dem Namen Universal. Bei der Neugründung Ende 1994 erhielt sie dann ihren heutigen Namen. Damals noch als Publikationsorgan des Allgemeinen Studierendenausschusses hat sich die Redaktion durch kritische Berichterstattung immer weiter von diesem distanziert. Ab Herbst 1996 war die Zeitung formal wie finanziell unabhängig von studentischen Einrichtungen und Universitätsleitung und finanzierte sich ausschließlich über Werbung. Herausgeber war der gemeinnützige Verein Trierer Campus Medien e. V. Neben der Printausgabe gestalteten einige Autoren die Internetseite nuweb.de. Diese wurde ebenfalls über den Trägerverein finanziert und stellte eine Ergänzung des publizistischen Angebots dar.
Die Redaktion bestand aus Studenten aller Fachbereiche. Ein Team von etwa zehn Redakteuren kümmerte sich um die Festlegung der Themen und die Seitenplanung. Zudem konnte jeder Student als freier Mitarbeiter Artikel schreiben. Im Unterschied zu anderen Studentenzeitungen gab es bei der neuen universal keinen Chefredakteur, sondern „nur“ einen Chef vom Dienst (CvD). Dieser Posten wurde bei jeder Ausgabe von einem anderen Redakteur besetzt. Der Chef vom Dienst war für die Planung und Koordination der jeweiligen Ausgabe verantwortlich (V.i.S.d.P.) und gestaltete die Titelseite.
Aufgrund mangelnden Nachwuchses und einer verstärkten Konkurrenz durch eine neue Online-Campuszeitung und ein Campusradio erschien die letzte Ausgabe der Zeitung im Juni 2010; der letzte Beitrag auf der Internetseite datiert vom November 2010. Wie die neue universal auf der Titelseite einer der letzten Ausgaben berichtete, war diese Entwicklung – auch aufgrund der Einführung der Bachelor- und Master-Studiengänge – abzusehen.
Nach einer dreijährigen Unterbrechung erschien im Januar 2014 eine neue Ausgabe. Der Neustart gelang mit Unterstützung des Vereins Junge Journalisten Rheinland-Pfalz. Zeitweise erschien nur eine Online-Ausgabe. Im Oktober 2017 erschien mit Ausgabe 93 die bisher letzte Ausgabe.

## Inhalt
Die neue universal berichtete insbesondere über hochschulpolitische Themen und das Geschehen auf dem Campus der Universität. Außerdem erschienen Artikel über die aktuellen Ereignisse in der Region Trier sowie Reportagen, Features und Service-Themen für Studenten. Weitere Rubriken waren Medien, Kultur, Kino/Literatur, Reise und Musik (Flat Nuggets) sowie eine Satire-Seite – die Geschlossene.
Mehrfach wurden auch brisante und kontroverse Themen aufgegriffen. So hat die neue universal beispielsweise über eine kostspielige, aber unpraktische Eingangsdrehtür zur Mensa berichtet, über die daraufhin auch das ZDF-Magazin Ländersache einen Bericht sendete.
Besondere Aufmerksamkeit wurde einem Artikel zuteil, der das unkorrekte Verhalten der Deutschen Bank im Umgang mit chinesischen Studenten aufdeckte. Später berichtete auch Spiegel Online über diesen Fall.
Die Zeitung hatte zudem zahlreiche Interviewpartner wie beispielsweise den Historiker Götz Aly, den Journalisten Hans Leyendecker, den Schriftsteller Robert Gernhardt und den Anwalt von Murat Kurnaz, Bernhard Docke. Auch zahlreiche Lokal-, Regional-, Landes- und Bundespolitiker wie Klaus Jensen, Ulrich Holkenbrink, Bernhard Kaster, Jürgen Zöllner, Klaus Töpfer oder Karl Diller, standen der neuen universal Rede und Antwort.
(Ehemalige) Redakteure der neuen universal arbeit(et)en in den Redaktionen verschiedener Tageszeitungen wie Handelsblatt, Financial Times Deutschland, Lausitzer Rundschau, 20cent, BILD, Landeszeitung für die Lüneburger Heide, Trierischer Volksfreund oder Märkische Oderzeitung, bei Zeitschriften wie Bunte, Insight und Journalist, für Deutschlandradio Kultur und bei TV Anstalten wie dem NDR, dem ZDF oder ARTE. Sie arbeit(et)en als PR-Journalisten bei verschiedenen Kammern, wie der deutschen Auslandshandelskammer in Kiew und der Brandenburgischen Ärztekammer und Zahnärztekammer in Cottbus sowie als freie Journalisten und für Medienkonzerne wie News Corporation oder dapd.

## Auszeichnung
Im Jahr 2006 wurde die neue universal als beste deutschsprachige Studentenzeitung von der Initiative Pro Campus-Presse mit dem MLP Campus-Presse Award ausgezeichnet. Die Jury lobte vor allem die journalistische Vielfalt, die klare Struktur und Leserführung und einen hohen Nutzwert. Charakteristisch für die Zeitung sei die „kritische Berichterstattung gegenüber der Universität und der Stadt Trier“ sowie eine „gewisse Frechheit“ in der Recherche. Juror Christoph Keese, Chefredakteur der Welt am Sonntag, lobte die thematische Bandbreite, die „weit über den Tellerrand der Hochschule hinausreichte“.
Die Auszeichnung geht auf eine Initiative des Finanzdienstleisters MLP sowie des Verlags Rommerskirchen zurück. Die Jury besteht aus zahlreichen (Chef-)Redakteuren überregionaler Medien wie Welt am Sonntag, Zeit Campus, Uni Spiegel, Financial Times Deutschland, brand eins und dem Fachmagazin Insight.